# Microsoft Flight Simulator
Microsoft Flight Simulator — серия гражданских авиасимуляторов, выпускаемых корпорацией Microsoft. От многих серий авиасимуляторов MSFS отличается весьма реалистичной физикой нормального полёта, и, как следствие, большой сложностью управления самолётом. Срывные режимы, в отличие, например, от игры «Ил-2 Штурмовик» смоделированы упрощённо ввиду специфики симулятора — выполнения транспортных полётов, режимы которых далеки от срывных. Наличие практически всех крупных аэропортов мира с реалистичными данными, реальным ландшафтом (с версии Flight Simulator 2002 смоделирован весь земной шар), реалистичными погодными условиями, отличной графикой делают данную серию симуляторов одной из лучших в своём классе.
В играх предусмотрены использование автопилота, диспетчерское сопровождение и возможность загрузки реальных погодных условий для полёта из Интернета. В серии присутствует трафик самолётов, летающих по расписанию и под управлением служб УВД. Также имеются встроенные средства анализа полёта, повтор. Есть курс обучения.
Сильнейшая черта данной серии — её открытость для создания собственных моделей и аэропортов.
За свой срок существования серия собрала сотни тысяч поклонников виртуальной авиации (так называемых «симмеров»), крупнейшие сообщества в сети.
В августе 2010 года было анонсировано продолжение серии игры. Спустя 28 лет после выхода Microsoft Flight Simulator 1.0 Microsoft изъяла слово «симулятор» из названия, продолжение известно просто как Microsoft Flight. Проект выйдет эксклюзивно на PC и будет активно использовать службу Games for Windows — Live. В 2019 году на E3 была представлена следующая версия симулятора. Новая часть стала доступна для игроков в 2020 году на PC, а затем на Xbox Series X/S.

## Хронология
- 1982 — Flight Simulator 1.0
- 1984 — Flight Simulator 2.0
- 1988 — Flight Simulator 3.0
- 1989 — Flight Simulator 4.0
- 1990 — Microsoft Flight Simulator: Aircraft & Scenery Designer[1]
- 1993 — Flight Simulator 5.0
- 1994 — Flight Simulator 5.1
- 1995 — Flight Simulator 95 (v6)
- 1997 — Flight Simulator 98
- 1999 — Flight Simulator 2000
- 2001 — Flight Simulator 2002
- 2003 — Flight Simulator 2004 (v9)
- 2006 — Flight Simulator X (v10)
- 2007 — Flight Simulator X: Acceleration Expansion Pack
- 2012 — Microsoft Flight
- 2020 — Microsoft Flight Simulator
- 2024 — Microsoft Flight Simulator 2024

## Модификации
Устройство симулятора позволяет модифицировать любые его аспекты: собственно самолёты, ландшафт, различные текстуры, звуки, сценарии аэродромов и аэропортов, виртуальное воздушное движение.
Модификации и дополнения по сути делятся на 2 категории: платные и бесплатные. Бесплатные более популярны, они распространяются через специально созданные сайты любителей авиасимуляторов, и их можно скачивать без ограничений. Платные модификации чаще всего, но не всегда, демонстрируют более совершенную детализацию и реализм.
К наиболее популярным организациям, производящим дополнения для симулятора, относятся IFDG, Project Opensky, ISD Project, Project Tupolev, Samdim, SCS, VITAMIN, Avsim.su (бесплатные) и Captain Sim, PMDG, PSS, Flight 1, Aerosoft, LAGO, Wilco, Level-d (платные).
Существуют модификации, помогающие воссоздать не только реализм полетов на различных типах воздушных судов, но и повседневную работу пилотов, главным из которых является взаимодействие с наземными службами управления воздушным движением. К ним относится, в первую очередь, SquawkBox, способный передавать в реальном времени информацию о положении самолёта в пространстве на специальные сервера, к которым также подключены через отдельное программное обеспечение игроки, выполняющие роль диспетчеров. К таким виртуальным сетям относятся IVAO и VATSIM, в которой одновременно выполняются сотни рейсов.
Хотя MSFS является авиасимулятором гражданской авиации, в 2011 году компанией Captain Sim было выпущено первое в истории MSFS дополнение позволяющее использовать пушки, НАР, управляемые ракеты и другие виды вооружения для стрельбы по воздушным и наземным/морским целям в среде MSFS.

## Тренажёр для образования
Microsoft Flight Simulator можно рассматривать как специализированное программное обеспечение, позволяющее его использовать как тренажёрный комплекс. Оно используется лётными учебными заведениями для обучения пилотов. Например, MSFS позволяет освоить первоначальные навыки пилотирования в простых и сложных метеоусловиях на различных этапах полета, от предполётной подготовки, взлёта и полёта до выполнения снижения и посадки. Могут рассматриваться штатные и нештатные ситуации, в том числе в рамках тренировки взаимодействия экипажа по отработке аварийных ситуаций согласно Руководству по лётной эксплуатации (РЛЭ) соответствующего типа воздушного судна (ВС). На базе тренажёрных комплексов, использующих Microsoft Flight Simulator в качестве платформы, принимаются некоторые зачёты и экзамены.
В сети Интернет существуют различные виртуальные лётные учебные школы, которые используют MSFS в процессе обучения.

## Виртуальные авиакомпании
Виртуальные пилоты, выполняющие полеты в Microsoft Flight Simulator, объединяются в сообщества, именуемые виртуальными авиакомпаниями. Виртуальные авиакомпании, как правило, имитируют полёты реальной авиакомпании или вымышленной. Виртуальные авиакомпании предлагают своим пилотам множество инструментов для выполнения полетов, как например документацию с собственными процедурами в полёте, собственное программное обеспечение и т. п.. Большинство пилотов избирает членство в ВА (напротив полётов в одиночку), так как это придаёт особый дух виртуальным полетам — принадлежность к определённому сообществу, возможность общаться с единомышленниками, возможность получения особых инструментов для выполнения полетов (как, например, штурманское, аэронавигационное и метеообеспечение).